# Похільченко Микола Степанович
Мико́ла Степа́нович Похі́льченко (*20 грудня 1936, село Тулин Житомирської області — †30 серпня 1992, м. Радивилів) — регіональний керівник, перший секретар Червоноармійського райкому КПУ у період застою (згодом Радивилівський район), за освітою агроном. В роки незалежності України одна з нових вулиць у східному мікрорайоні Радивилова на Рівненщині була названа на честь М. Похільченка.

## Внесок у розвиток району
- Активно сприяв газифікації в районі у 70-х рр., наприклад, у селах Митниця, Рідків.
- Розвиток сільського господарства — введення нових технологій у 1970 — 1980-х рр., впровадження власних кормоцехів, молокопроводів на тваринницьких фермах, у рільництві — високоврожайних сортів зернових, картоплі, цукрових буряків.
- У часи його керування було збудовано школи, клуби, дитсадки, медичні установи, житлові будинки, табір відпочинку школярів «Веселка» (лише за 3 місяці: з 1 квітня по 5 липня 1979 р., архітектор Петро Надорожняк). Усіляко заохочував розвиток будівництва в райцентрі.
- Був ініціатором створення футбольної команди «Сокіл» і надавав їй фінансову підтримку.

## Кар'єра
- Трудову діяльність розпочав у 1955 році колгоспником. Служив в армії.
- У 1963 р. закінчив Житомирський сільгоспінститут, отримавши диплом агронома.
- Агроном у Березнівському райсільгоспуправлінні, обирався головою райкому профспілки працівників сільського господарства.
- З 1966 року М.Похільченко — головний агроном райсільгоспуправління у Червоноармійському районі, у 1971—1974 рр. — його начальник.
- Обирають другим секретарем райкому КПУ, а в 1975 році — першим (був до 1988 р.).[1].
- У 1988 р. після критичної публікації у партійній пресі направляють у Рівне першим заступником голови облагрооб'єднання.
- У 1990 р. — голова облагропромради. Кілька місяців пропрацював начальником відділу в справах колгоспів ради колгоспів області.

## Опубліковані спогади про особу
Радивилівські журналісти Олена Кондратенко і Василь Семеренко зібрали спогади ряду керівників різного рівня (колишніх і нинішніх), яким випало йти непростою життєвою дорогою, що називається, пліч-о-пліч із Похільченком. А літератор і журналіст Володимир Ящук у своїй краєзнавчій книзі Радивилів присвятив йому статтю.